# Resultados do Carnaval de Bragança Paulista em 2011
Resultados do Carnaval de Bragança Paulista em 2011.  A vencedora do grupo especial foi a escola Nove de Julho que apresentou o enredo, Espelho, espelho meu, o mais vaidoso na avenida sou eu.
| Colocação | Escola             | Pontos | Nota      | Ref.  |
| --------- | ------------------ | ------ | --------- | ----- |
| 1º        | Nove de Julho      | 298,5  |           | [ 1 ] |
| 2º        | Acadêmicos da Vila | 298    |           | [ 1 ] |
| 3º        | Dragão Imperial    | 296,5  |           | [ 1 ] |
| 4º        | Império Jovem      | 289,5  |           | [ 1 ] |
| 5º        | Unidos do Lavapés  | 259,5  | Rebaixada | [ 1 ] |

## Grupo de acesso
| Colocação | Escola                  | Pontos | Nota      | Ref.  |
| --------- | ----------------------- | ------ | --------- | ----- |
| 1º        | Sociedade Fraternidade  | 197    | Promovida | [ 2 ] |
| 2º        | Unidos de Águas Claras  | 192,5  |           | [ 2 ] |
| 3º        | Gaviões de Ouro         | 185,5  |           | [ 2 ] |
| 4º        | Mocidade Júlio Mesquita | 183    |           | [ 2 ] |